# الکساندر آگارین
الکساندر آگارین (اوکراینی: Олександр Миколайович Агарін؛ زادهٔ ۲۴ ژوئن ۱۹۷۳) بازیکن فوتبال اهل قرقیزستان است.
از باشگاه‌هایی که در آن بازی کرده‌است می‌توان به باشگاه فوتبال فورسکلا پولتاوا اشاره کرد.
وی همچنین در تیم ملی فوتبال قرقیزستان بازی کرده‌است.